# Забігайло Анатолій Андрійович
Анатолій Андрійович  Забігайло (нар. 6 січня 1931 — ?) — український радянський діяч, новатор виробництва, бригадир комплексної бригади будівельно-монтажного управління «Полтавхіммашбуд» Полтавської області. Депутат Верховної Ради УРСР 7-го скликання.

## Біографія
Під час німецько-радянської війни перебував разом із матір'ю у евакуації в східних районах РРФСР (Сибір). Після повернення на Полтавщину вчився у школі, працював у радгоспній майстерні.
З 1949 року — столяр, будівельник у Ворошиловградській області. Очолював молодіжну будівельну бригаду на будівництві домни у місті Ворошиловську (тепер — Алчевську) Ворошиловградської області. Бригада встановила світовий рекорд — за 27 годин будівельники уклали 1.510 кубометрів бетону.
З 1964 року — бригадир комплексної бригади будівельно-монтажного управління «Полтавхіммашбуд» Полтавської області. У рекордні строки його бригада укладала бетон на будівництві Полтавського заводу хімічного машинобудування («Хіммашу»).
Потім — на пенсії у місті Полтаві.

## Нагороди
- орден Леніна
- медалі
- срібна медаль ВДНГ